# Timor Air
Timor Air war eine osttimoresische Fluggesellschaft mit Sitz in Dili und Basis auf dem Flughafen Presidente Nicolau Lobato.

## Geschichte
Bereits 2002 gründete der aus Osttimor stammende australische Geschäftsmann Jeremias Desousa zusammen mit der osttimoresischen Regierung die Fluggesellschaft East Timor Air (ICAO-Code: ETA). Doch erst am 27. November 2008 wurde die Fluggesellschaft, nun als Timor Air, offiziell in Betrieb genommen.
Zunächst plante man, eine Embraer 190 mit 94 Sitzplätzen für zwölf Monate von der australischen Firma SkyAirWorld aus Brisbane zu leasen, die in Australien registriert ist. Auch die Piloten sollten von SkyAirWorld zur Verfügung gestellt werden. Bis 2013 wollte die Timor Air über vier bis fünf eigene Maschinen verfügen und 40 Timoresen einen Arbeitsplatz bieten, inklusive des Kabinenpersonals, das in Brisbane ausgebildet werden sollte. Allerdings schloss SkyAirWorld ihren Betrieb im März 2009, weswegen es erneut zu Verzögerungen kam.
Der Flugbetrieb startete schließlich am 25. Juli 2011 mit der Route Dili–Darwin. Hin- und Rückflug fanden jeweils einmal wochentags statt. Im Mai 2012 stellte die Timor Air den Verkauf von Tickets und den Flugverkehr ein. Die Gesellschaft hatte zu wenig Passagiere. Es gab noch Verhandlungen über neue Partnerschaften, die aber erfolglos blieben.
Hauptanteilseigner war Jeremias Desousa mit 40 Prozent, 10 Prozent gehörten dem Staat Osttimor und Phuket Air hielt 50 Prozent.

## Flugziele

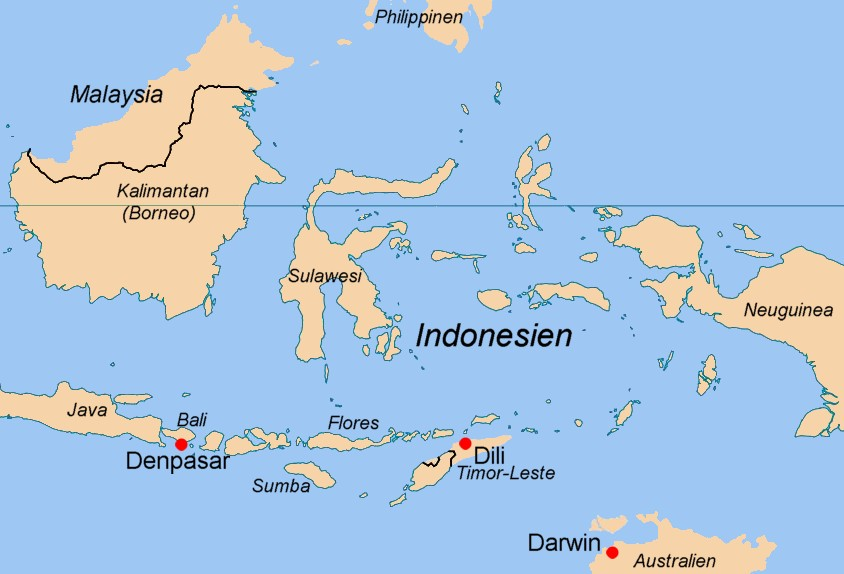
Geplante Flugziele der Timor Air

Timor Air bediente lediglich eine Verbindung von Dili nach Darwin. Weitere Ziele waren geplant.

## Flotte
Bei Einstellung der Flugverkehrs im Jahr 2012 bestand die Flotte der Timor Air aus zwei Saab 340B die von Vincent Aviation geleast wurden und 34 bzw. 36 Passagieren Platz boten.